# Дегнов (Марказі)
Дегнов (перс. ده نو) — село в Ірані, у дегестані Хондаб, у Центральному бахші, шагрестані Хондаб остану Марказі. За даними перепису 2006 року, його населення становило 673 особи, що проживали у складі 171 сім'ї.

## Клімат
Середня річна температура становить 12,59 °C, середня максимальна – 31,18 °C, а середня мінімальна – -8,78 °C. Середня річна кількість опадів – 278 мм.
| Клімат поселення                              | Клімат поселення | Клімат поселення | Клімат поселення | Клімат поселення | Клімат поселення | Клімат поселення | Клімат поселення | Клімат поселення | Клімат поселення | Клімат поселення | Клімат поселення | Клімат поселення | Клімат поселення |
| Показник                                      | Січ.             | Лют.             | Бер.             | Квіт.            | Трав.            | Черв.            | Лип.             | Серп.            | Вер.             | Жовт.            | Лист.            | Груд.            |                  |
| Середній максимум, °C                         | 8,38             | 10,42            | 14,77            | 19,64            | 23,44            | 29,98            | 31,18            | 30,54            | 25,76            | 20,71            | 14,83            | 8,82             |                  |
| Середня температура, °C                       | −0,2             | 1,84             | 6,18             | 11,09            | 14,86            | 21,41            | 25,20            | 24,54            | 19,74            | 14,73            | 8,84             | 2,83             |                  |
| Середній мінімум, °C                          | −8,78            | −6,74            | −2,38            | 2,50             | 6,28             | 12,83            | 19,20            | 18,56            | 13,76            | 8,74             | 2,84             | −3,15            |                  |
| Норма опадів, мм                              | 43               | 34               | 48               | 38               | 35               | 8                | 0                | 1                | 1                | 7                | 24               | 39               |                  |
| Середньомісячна швидкість вітру, м/с          | 1.80             | 2.05             | 2.85             | 3.21             | 2.72             | 2.56             | 2.56             | 2.52             | 2.36             | 2.20             | 1.92             | 1.40             |                  |
| Середньомісячна сонячна радіація, кДж/м²·день | 8962             | 12284            | 14719            | 18092            | 22231            | 26970            | 25919            | 23963            | 20892            | 15412            | 10840            | 8876             |                  |
| --------------------------------------------- | ---------------- | ---------------- | ---------------- | ---------------- | ---------------- | ---------------- | ---------------- | ---------------- | ---------------- | ---------------- | ---------------- | ---------------- | ---------------- |
| Джерело:                                      |                  |                  |                  |                  |                  |                  |                  |                  |                  |                  |                  |                  |                  |